# Tramwaje w Armentières
Tramwaje w Armentières − zlikwidowany system komunikacji tramwajowej we francuskim mieście Armentières.

## Historia
Tramwaje w Armentières uruchomiono 1 marca 1901. Od początku były to tramwaje elektryczne. Szerokość toru wynosiła 1000 mm. Do obsługi sieci posiadano 6 wagonów silnikowych. Sieć tramwajowa została zniszczona latem w 1914 w czasie bombardowania miasta. 